# Michael Zen
Pour les articles homonymes, voir Zen.
Michael Zen est un réalisateur américain de films pornographiques, qui a réalisé essentiellement des films hétérosexuels, mais aussi quelques films homosexuels qui ont été primés.

## Biographie
Il réalise quelques films pornographiques à la fin des années 1970 et dans les années 1980, mais c'est dans les années 1990 qu'il réalise la plupart de ses productions. Il travaille alors principalement pour les studios Vivid Entertainment Video, Vivid Man Video, Wicked Pictures, All Worlds Video ou Pacific Sun Entertainment, et plus récemment, Club Jenna.
S'il a surtout réalisé des vidéos hétérosexuelles, ses incursions dans la pornographie gay ont davantage été récompensées.

## Filmographie et vidéographie choisie
- 1976 : Falconhead
- 1993 : The Secret Garden avec Ashlyn Gere, Randy Spears
- 1993 : Ice Woman avec Tom Byron, Tony Tedeschi
- 1994 : Stardust avec Jenteal, Steven St. Croix, Misty Rain
- 1994 : Climax 2000 avec Tyffany Million, Buck Adams
- 1994 : Cinesex avec Asia Carrera
- 1995 : Blue Movie avec Jenna Jameson, Jeanna Fine, Steven St. Croix
- 1996 : Bulls Eye avec Chad Knight, J.T. Sloan
- 1998 : HOMOgenized avec J.T. Sloan
- 1998 : Satyr avec Jenna Jameson, Asia Carrera, Brad Armstrong, Peter North
- 1998 : Taboo 17 avec Misty Rain, Tony Tedeschi
- 1999 : Sodom
- 1999 : Mass Appeal avec Ken Ryker, Sky Lopez
- 2003 : Daddy's Angels (coréalisé avec Paul Barresi)
- 2005 : Thirst avec Rod Barry
- 2005 : Running Wild avec Jason Crew
- 2008 : Jenna Loves Diamonds avec Jenna Jameson, Dru Berrymore, Aurora Snow

## Récompenses
- AVN Award 1996 : meilleur réalisateur pour Blue Movie[1]
- Adult Erotic Gay Video Awards 1996 : meilleure vidéo de l'année pour Bulls Eye[2]
- Adult Erotic Gay Video Awards 1999 : meilleure vidéo de fantasy et meilleur direction artistique pour HOMOgenized[3]
- Adult Erotic Gay Video Awards 2000 : meilleure vidéo de fantasy pour Sodom
- GayVN Awards 2000 : meilleur réalisateur bisexuel pour Mass Appeal[4]